# Iglesia del Sagrado Corazón (Kőszeg)
La Iglesia del Sagrado Corazón (en húngaro: Jézus Szíve templom), es una iglesia y parroquia católica de estilo neogótico  localizada en Kőszeg (condado de Vas), en el occidente del país europeo de Hungría.
Diseñada por el arquitecto vienés Ludwig Schöne, fue construida entre 1892 y 1894 en donde antes estuviera ubicado en Korona Hotel, en la plaza principal. Cuenta con tres naves, un transepto y un sagrario poligonal. Con una altura de 57 m (187′ 0″) en su torre y dos pináculos. La campana toca Saul, un oratorio de Händel; además, los altares de madera tallada fueron fabricados en Viena y Trol, y muchos de sus vitrales fueron donados por familias locales; éstos muestran pinturas de Jesús, María y José, así como algunos santos húngaros, como San Esteban, Santa Gisela, San Emérico, San Ladislao, Santa Isabel y Santa Margarita.
Algunos ornamentos medievales y barrocos, y trabajos orfebres fueron llevados de la Iglesia del Sagrado Corazón a otra más antigua, la Iglesia de San Juan, incluyendo dos cálices de 1421 y 1486. El órgano fue construido en 1894 por los hermanos Rieger.